# Eduard Häberlin
Eduard Häberlin (* 8. März 1820 in Bissegg; † 14. Februar 1884 in Zürich) war ein Schweizer Politiker.

## Biografie
Häberlin studierte 1840–1843 Rechtswissenschaften in Zürich und Heidelberg und erlangte 1843 das Thurgauer Anwaltspatent. Während seiner Studienzeit trat er dem Schweizerischen Zofingerverein bei. Als Rechtsanwalt war er in Bissegg und später in Weinfelden tätig. Von 1849 bis 1872 gehörte er dem Thurgauer Grossen Rat an, den er sieben Mal für ein Jahr präsidierte. Durch seine politische Karriere – er war 1851–1857 im Nationalrat, 1851 und 1857–1869 im Ständerat, 1863 Ständeratspräsident, 1852–1869 im Erziehungsrat, 1855–1869 dessen Präsident, 1852–1869 Thurgauer Staatsanwalt, 1862–1872 Bundesrichter und 1866 Bundesgerichtspräsident – erlangte er ein aussergewöhnliches Machtpotential auf kantonaler Ebene, das auch «System Häberlin» genannt wurde. Als Politiker widmete er sich vor allem der Planung von Eisenbahnlinien. So war er von 1853 bis 1858 im Verwaltungsrat der Nordostbahn und vertrat den Kanton Thurgau in deren Direktion.
Ab den 1860er-Jahren wurde sein System von der Demokratischen Opposition, namentlich von den späteren Bundesräten Fridolin Anderwert und Adolf Deucher, bekämpft. Sie arbeiteten darauf hin, Häberlin zu entmachten. Dieser befürwortete die längst gehandelte Vision einer Bahnlinie von Konstanz über Amriswil nach Rorschach. Als der Entscheid für eine Linienführung dem Bodensee entlang fiel, stand seine Machtposition definitiv auf dem Spiel. Die Seelinie wurde 1869 eröffnet. Auf Initiative Anderwerts, der damals als Verfassungsratspräsident amtierte, wurde 1868/69 die Thurgauer Kantonsverfassung revidiert. Mit dieser Verfassungsrevision wurde dem «System Häberlin» gezielt ein Ende gesetzt – dieser wurde im selben Jahr auch als Ständerat abgewählt. Ab 1877 arbeitete er wieder als Anwalt in Weinfelden.
Sein Bruder Friedrich Heinrich Häberlin und sein Neffe Heinrich Häberlin waren ebenfalls Grossräte und Nationalräte. Ersterer war zusätzlich Thurgauer Regierungsrat, letzterer Bundesrat.